# 維切格達河
維切格達河是俄羅斯的河流，屬於北德維納河的支流，全長約1,100公里的河道中有約800公里可讓船隻航行。
維切格達河從烏拉山脈北部以西310公里的發源地，向西流經科密共和國和阿爾漢格爾斯克州，在科特拉斯流入北德維納河。